# Xena: la princesa guerrera
Xena: la princesa guerrera (en inglés, Xena: Warrior Princess) es una serie de televisión de aventuras fantásticas originalmente emitida entre el 15 de septiembre de 1995 y el 18 de junio de 2001. La crítica ha elogiado la serie por su fuerte protagonista femenina, y ha ganado un fuerte culto de aficionados, así como atención en el fandom, parodias y en la academia, y ha influido en la dirección de otras series televisivas.
La serie fue creada en 1995 por los directores y productores Robert Tapert y John Schulian, con la ayuda de los productores Sam Raimi y R. J. Stewart. Rodada en Nueva Zelanda, se trata de una coproducción entre este país y Estados Unidos. La serie fue producida por la Pacific Renaissance Pictures Ltd, cuyos dueños son Robert Tapert y Sam Raimi, productores de la serie, y distribuida por Universal Studios. La serie, ambientada durante la Antigua Grecia, narra las aventuras de Xena (Lucy Lawless), una infame guerrera en una misión para buscar la redención por sus pecados pasados en contra de los inocentes, usando sus formidables habilidades de lucha para ayudar ahora a quienes no pueden defenderse por sí mismos. Xena es acompañada por Gabrielle (Renée O'Connor), quien durante la serie cambia de ser una simple chica del campo a convertirse en guerrera amazona y en el alma gemela y compañera de batalla de Xena. Su inocencia inicial ayuda a dar equilibrio a Xena y le ayuda a reconocer y buscar el bien mayor. 
Se trata de una serie derivada de Hercules: The Legendary Journeys; la saga comenzó con tres episodios en Hércules donde Xena era un personaje recurrente cuya muerte estaba prevista en su tercera aparición. Conscientes de que el personaje de Xena había tenido mucho éxito entre el público, los productores de la serie decidieron lanzar una secuela basada en sus aventuras. La serie superó a su predecesora en audiencia y en popularidad, y se mantuvo en el aire durante seis temporadas en EE. UU., entre 1995 y 2001, convirtiéndose en la más exitosa de las series sindicadas del momento y llegando a ser un fenómeno social en todo el mundo. Es considerada una de las mejores series de la historia por la revista TV Guide y, hoy en día, su fandom continúa activo en Internet, donde también es referida como una serie de culto. Este programa de aventuras, transmitido en más de ochenta y seis países de los cinco continentes, ha recibido varios premios, incluyendo un Emmy. Además, aprovechando el éxito, se han comercializado numerosos productos sobre ella, tales como episodios en DVD, una película, libros, cómics y videojuegos. La influencia de la serie fuera de la pantalla llega a sectores como la comunidad lésbica y la astronómica, así como a otras series de televisión y películas.

## Descripción
Es una serie de aventuras que mezcla historia y mitología, y transcurre principalmente en la antigua Grecia, aunque se permite varias licencias en cuanto a la localización temporal. Sus protagonistas también viajan a lugares como Escandinavia, China, la India o Egipto.
Xena: la princesa guerrera cuenta las aventuras de la guerrera Xena (Lucy Lawless), que tras varios años como temible señora de la guerra consigue redimirse de su pasado gracias al héroe Hércules (Kevin Sorbo). A partir de ese momento, Xena hará todo lo posible para luchar por el bien y la paz, peleando contra guerreros despiadados, dioses, demonios y hasta con la misma muerte. Para ello cuenta con la compañía de la barda que será su amiga fiel en todos sus viajes, Gabrielle (Renée O'Connor), cuya evolución a lo largo de la serie, desde una campesina inocente hasta una poderosa guerrera, es considerada como otra trama tan importante como la redención de Xena.

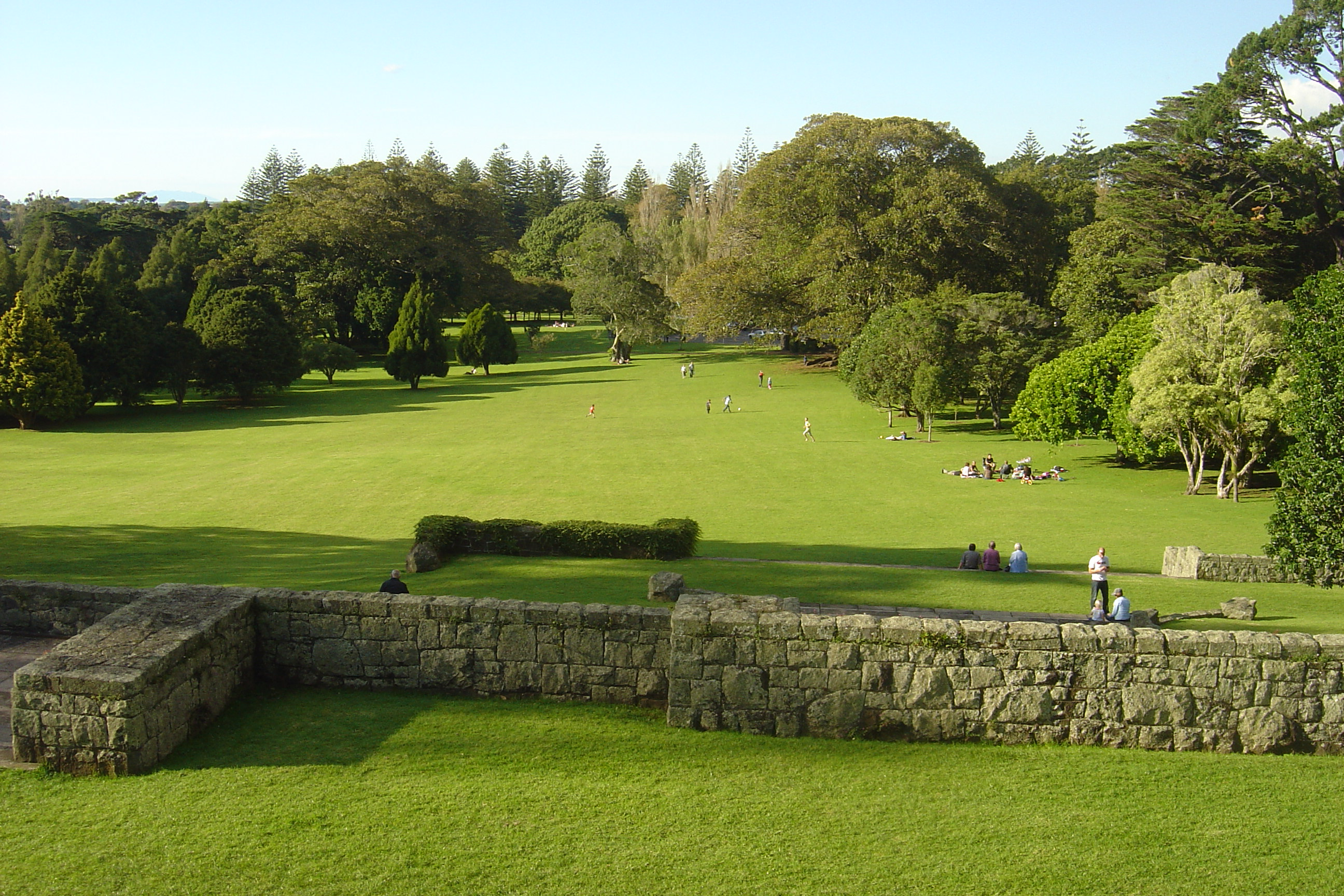
La serie se rodó tanto en escenarios naturales como en decorados de la zona de Auckland, Nueva Zelanda. En la imagen se puede ver el parque Cornwall de One Tree Hill, Auckland.

La serie toma libremente nombres y temas de varias mitologías de todo el mundo, principalmente de la griega, adaptándolos para satisfacer las demandas de la trama. Los personajes y acontecimientos históricos de diferentes etapas históricas y mitos hacen numerosas apariciones y a menudo se atribuye el mérito de resolver importantes conflictos históricos a los personajes principales. Por ejemplo, en la serie aparecen un encuentro con Homero antes de que fuera famoso, a quien Gabrielle anima a narrar historias; la caída de Troya; la captura de Julio César por piratas, con Xena como líder y la caja de Pandora. Esta extraña mezcla de eras y fusión de elementos históricos y míticos alimentó el ascenso del programa hasta ser considerado como serie de culto durante los años 90 y principios de los años 2000. La serie comenzó a tener un nutrido grupo de seguidores de todo el mundo que, a través de Internet, debatían y opinaban sobre la serie. Aún hoy en día, la serie sigue conservando muchos fanes.
La serie es una mezcla de estilos que oscila entre el melodrama, la comedia slapstick, la acción total y la aventura. Aunque la historia transcurre en épocas antiguas, los temas del programa son básicamente contemporáneos: el responsabilizarse de los errores del pasado, el valor de la vida, la libertad, el sacrificio y la amistad. El flexible marco fantástico de la serie permite un amplio espectro de estilos. Un ejemplo de ello es el original episodio musical, The Bitter Suite (traducido como Una suite amarga en España y como Amargura en Hispanoamérica). Aunque la serie a veces trata dilemas éticos como la moralidad del pacifismo, la trama rara vez intenta proporcionar soluciones inequívocas.
Además de Xena y Gabrielle, la serie también está protagonizada por una amplia variedad de personajes secundarios, incluyendo a enemigos como Ares (Kevin Smith), Alti (Claire Stansfield) o Callisto (Hudson Leick) y a buenos amigos como Salmoneus (Robert Trebor), Autolycus (Bruce Campbell), Eli (Timothy Omundson) o Joxer (Ted Raimi).

### Secuencia de apertura
Xena: la princesa guerrera tuvo dos secuencias de apertura distintas durante su emisión. La primera fue usada a lo largo de las cinco primeras temporadas, mientras que la segunda solo durante la sexta y última temporada. La apertura se compone de escenas de la misma serie acompañadas de una música de fondo y la voz en off de un locutor que dice el siguiente texto:
| Español para España En la era de los antiguos dioses, de los señores de la guerra y de los reyes; una tierra convulsionada clamaba por un héroe. Ella era Xena, una temible princesa forjada en el calor de la batalla. Poderosa, pasional, peligrosa. Su valentía cambió el mundo. | Español para Hispanoamérica En los tiempos de los dioses antiguos, jefes militares y reyes; una tierra confundida pedía a gritos un héroe. Xena, princesa guerrera. Ella era Xena, una poderosa princesa forjada en el calor de la batalla – Protagonista: Lucy Lawless. El poder, la pasión, y el peligro. Su valentía cambiará el mundo. Xena, Princesa Guerrera. |

### Música
La música principal de la serie, compuesta por Joseph LoDuca, se basa en la canción tradicional búlgara "Kaval Sviri", y es cantada por Le Mystere Des Voix Bulgares. La letra de la misma es:
| Letra en búlgaro con alfabeto cirílico Жената язди самотна Нейното минало срази я Срещу войските от тъмен свят Воюва за добро тя | Letra en búlgaro transcrita al alfabeto latino Jenata yazdi samotna Neinoto minalo srazi ya Sreshtu voiskite ot tumen svyat Voyuva za dobro tya | Traducción al español La mujer cabalga sola Su pasado la cubre de vergüenza Contra los ejércitos de un mundo oscuro Ella lucha por el bien. |
| Рогови звънове идват Напрайте път на война! Тъпани бият в ритъм Принцесата е пак тука!                                           | Rogovi zvunove idvat Napraite put na voina! Tupani biyat vuv ritum Printsesata e pak tuka!                                                      | Sonidos de cuernos se acercan "¡Dejad paso a la guerrera!" Los tambores rugen en ritmo ¡La Princesa [Guerrera] ya está aquí!                |

La original "Kaval Sviri" se puede escuchar en unos pocos episodios de la serie, mientras tiene lugar alguna batalla, así como en los episodios de Hercules: The Legendary Journeys, donde Xena aparece. Joseph LoDuca también coescribió junto a Dennis Spiegel las letras de las canciones del episodio The Bitter Suite por las que recibió una nominación al Emmy.

### Caligrafía griega
Como serie que transcurre en la Grecia antigua, hay muchos ejemplos de caligrafía griega en ella; por ejemplo, en los pergaminos de Gabrielle del episodio The Quill Is Mightier... (La pluma es más poderosa en España y La pluma encantada en Hispanoamérica). El episodio A Day in the Life (Un día cualquiera en España y Un día en la vida en Hispanoamérica) está dividido en capítulos cuyos títulos aparecen en pantalla escritos en griego antiguo como, por ejemplo, συμφωνώντας (Despertando).

## Personajes

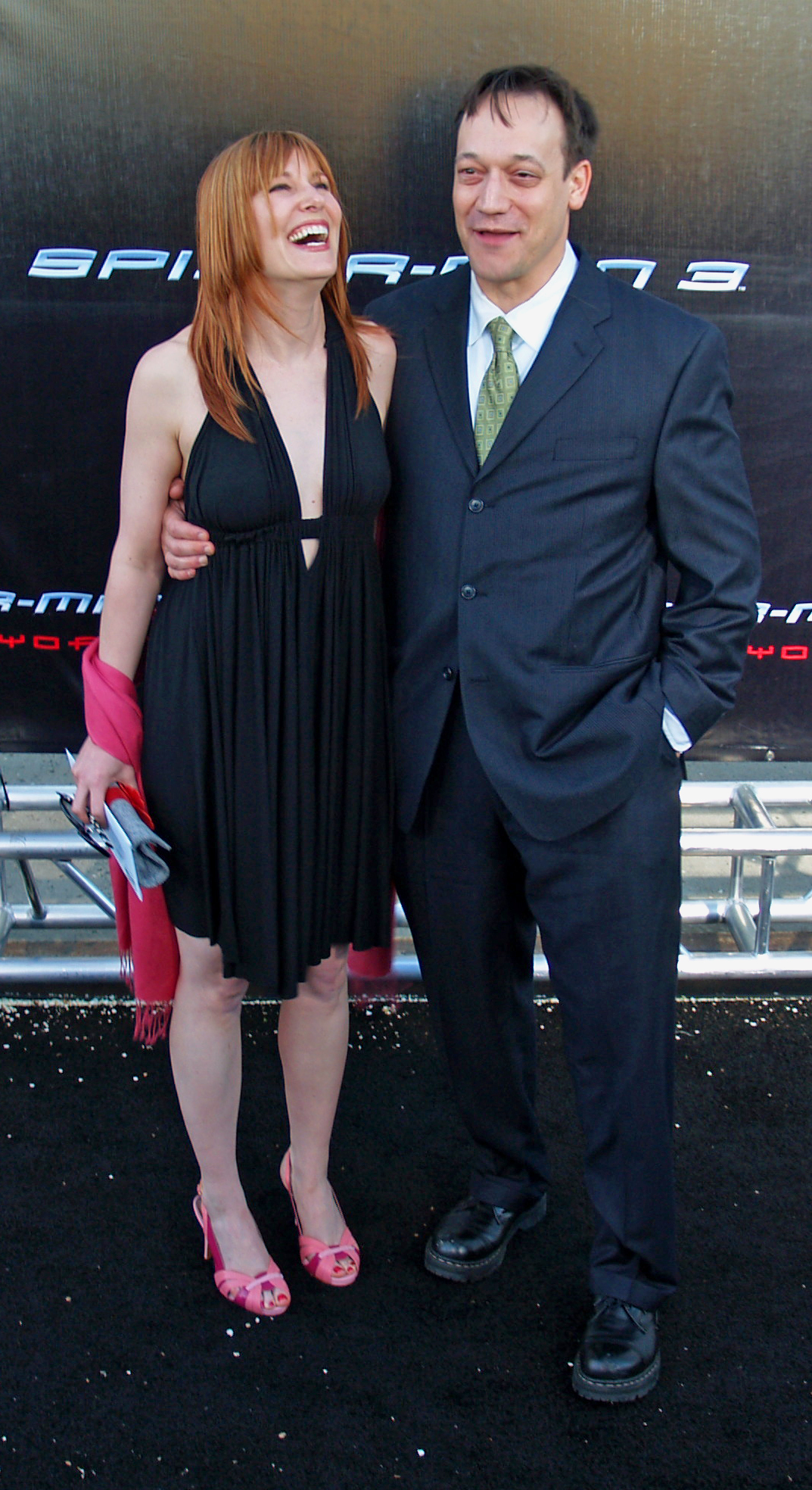
Ted Raimi junto a Suzanne Keilly en abril de 2007. El actor encarna a Joxer, el mejor amigo de Xena y Gabrielle.

Muchos personajes de la serie aparecen también en Hercules: The Legendary Journeys.

### Principales
- Xena (Lucy Lawless).[30]
- Gabrielle (Renée O'Connor).[31]

### Secundarios
- Afrodita, diosa del amor (Alexandra Tydings).
- Alti, amazona chamán marginada (Claire Stansfield).
- Amarice, joven que quiere ser amazona (Jennifer Sky).
- Ares, dios de la guerra (Kevin Smith).[32]
- Autolycus, el supuesto Rey de los Ladrones, (Bruce Campbell).
- Borias, antiguo amante de Xena y padre del hijo de esta, Solan (Marton Csokas).
- Bruto, mano derecha de César (Grant Triplow y, posteriormente, David Franklin).
- Callisto, mayor enemiga de Xena (Hudson Leick).
- César, líder romano que mantiene una relación de amor-odio con Xena (Karl Urban).
- Cyrene, madre de Xena (Darien Takle).
- Princesa Diana, una de las varias dobles de Xena (Lucy Lawless).
- Discordia, diosa del caos y el castigo (Meighan Desmond).
- Eli, curandero, maestro y profeta de una nueva religión.[33] Más tarde se revela que cumple el papel de Jesús en la serie (Timothy Omundson).
- Ephiny, reina regente de las amazonas (Danielle Cormack).
- Eva, hija pacifista de Xena, conocida como Livia durante sus días como malvada guerrera (Adrienne Wilkinson).[34]
- Galeno, médico y adorador de su templo, ayudó a Xena y Gabrielle hacia la paz entre Tesalianos y Mitoanos en el capítulo: "¿Hay un doctor en casa?" (Ron Smith).
- Hipócrates, médico y colaborador de Galeno en el templo, durante la batalla entre Tesalianos y Mitoanos (Andrew Robertt).
- Hades, dios del Inframundo (Erik Thomson durante las temporadas 1-4 y Stephen Lovatt durante la temporada 5).
- Hércules, semidiós a quien se debe el mérito de redimir a Xena (Kevin Sorbo).[35]
- Hope, cuyo nombre es traducido en España como Esperanza, hija diabólica de Gabrielle (Amy Morrison cuando es niña y Renée O'Connor cuando es mayor).
- Iolus, mejor amigo de Hércules (Michael Hurst).
- Joxer, amigo de Xena y Gabrielle que quiere ser guerrero (Ted Raimi).
- Meg, fulana, una de las varias dobles de Xena (Lucy Lawless).
- Lao Ma, mentora de Xena (Jacqueline Kim).
- Pompeyo, el rival de César por el trono del Imperio romano (Jeremy Callaghan).
- Salmoneus, mercader con una conciencia laxa pero buen corazón (Robert Trebor).
- Solan, hijo de Xena y Borias (David Taylor y, posteriormente, Nicko Vella).
- Velasca, diosa al probar la Ambrosía y rival de Gabrielle por el reino de las Amazonas (Melinda Clarke)
- Virgilio, poeta y guerrero, hijo de Joxer y Meg (William Gregory Lee).

## Tramas

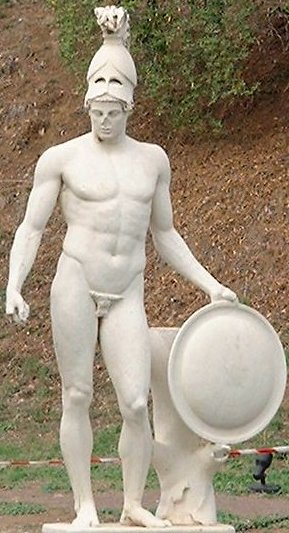
Estatua de Ares en Villa Adriana. Ares es el dios griego que más aparece en la serie (un total de 31 veces), en la que es interpretado por el actor Kevin Smith.

Durante las primeras temporadas, los episodios de la serie eran autoconclusivos; el conflicto se resolvía al final del episodio. Como mucho había una breve mención de los sucesos anteriores en los episodios siguientes. La segunda temporada inició un cambio gradual en la atmósfera cuando la serie empezó a emitir episodios divididos en varias partes y a alargar las tramas hasta abarcar una temporada o más.

### Evolución de Gabrielle
La evolución de Gabrielle puede ser considerada una trama que abarca la serie al completo. En los primeros episodios, ella es una imaginativa pero ingenua joven campesina, que viaja por el mundo por primera vez y es incapaz de defenderse a sí misma. La situación empieza a cambiar en el episodio de la primera temporada Hooves & Harlots (traducido como Amazonas y centauros en España y como Las amazonas en Hispanoamérica), en el que Gabrielle se convierte en una princesa amazona. Cuando llega el momento de elegir arma, ella escoge el cayado, aunque solo para defenderse. Comienza así una larga evolución personal que es reflejada en la mayoría de las otras tramas de la serie.

### El pasado de Xena
El capítulo de la segunda temporada Orphan of War (traducido como Huérfano de guerra en España y como Huérfanos de guerra en Hispanoamérica) es el primero de una serie de episodios que contienen analepsis que muestran el pasado de Xena. Aunque su historia anterior es establecida en la trilogía introductoria sobre Xena de la serie Hercules: The Legendary Journeys, hay un vacío que dura una década y que comprende la época desde que Xena abandona su pueblo natal, Amphipolis, para formar un ejército, hasta el momento en el que ella se encuentra con Hércules y entablan amistad. Los episodios con flashbacks muestran varios viajes e hitos en el pasado de Xena que definen a la mujer que es.

### Las amazonas

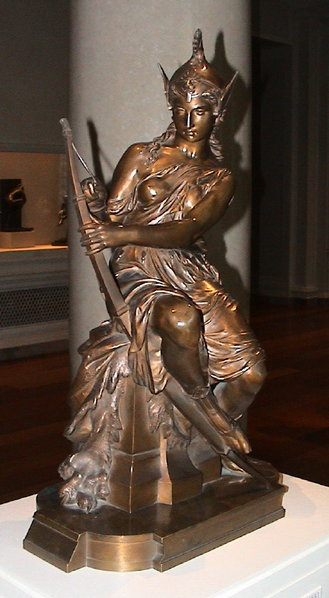
Amazona preparándose para la batalla (Pierre-Eugène-Emile Hébert), Galería Nacional de Arte, Washington D. C.

Las amazonas son mujeres guerreras agrupadas en tribus donde no hay ningún hombre y que aparecen frecuentemente en la serie. Las tribus de amazonas se encuentran dispersas por todo el mundo, separadas por un desconocido cataclismo de su pasado remoto. El nacimiento de las amazonas se remonta a la diosa Artemisa. Ellas se definen como una sociedad de mujeres que luchan por tener los mismos derechos y libertades que los hombres. Cada tribu está encabezada por una reina, cuya posición puede ser heredada o traspasada como derecho de casta (así es como llaman las amazonas al derecho de sucesión al trono de reina) a cualquiera que sea nombrado sucesor. La autoridad de la reina puede ser abiertamente desafiada por cualquier miembro de la realeza que la rete a un combate a muerte; si la desafiante gana el combate, obtiene el título de reina.
Aunque se conocen muchas tribus en diferentes países, Xena se relaciona preferentemente con las amazonas griegas y con las del norte de Siberia. Con su destreza para la lucha y apoyo a los derechos de las mujeres, Xena guarda un parecido asombroso con las amazonas. Pero ella recalca que no es una amazona, ni tampoco desea convertirse en una de ellas. Ha declinado ofertas de unirse a las tribus, prefiriendo un estilo de vida nómada e independiente antes que unirse a un colectivo. La serie muestra que algunas de las amazonas no confían en Xena a causa de las atrocidades que cometió contra ellas en el pasado, aunque la mayoría respeta sus habilidades como experimentada guerrera y, a veces, solicitan su ayuda.
Gabrielle, por otra parte, durante su primer encuentro con las amazonas griegas, se lanza sobre una de ellas llamada Terreis para protegerla de las flechas que caen. Aunque Terreis está al borde de la muerte, queda impresionada por el valor de Gabrielle y le da a ella su derecho de casta. Terreis era la primera en la línea sucesoria, por lo que, al concederle a Gabrielle ese derecho, ella se convierte en princesa amazona de la tribu griega.
Este encuentro casual condujo a la aceptación de Gabrielle por parte de las amazonas y la obligó a soportar las obligaciones y expectativas que conlleva su título. Aunque Gabrielle decide seguir acompañando a Xena en sus aventuras, ocasionalmente es llamada por sus hermanas amazonas en periodos de necesidad o para cumplir sus deberes como miembro de la realeza.

### El enfrentamiento con Dahak y La Ruptura
La primera trama de larga duración en la serie consistió en la lucha contra el maléfico dios Dahak, un villano vagamente basado en la figura de Azi Dahaka. En el episodio de la tercera temporada The Deliverer (traducido como El profeta en España y como El libertador en Hispanoamérica), Gabrielle se encuentra con un grupo de discípulos que adoran a "El Único Dios Verdadero". Atraída por su aparente piedad, Gabrielle los sigue hasta su templo. Pero su curiosidad acaba en tragedia cuando descubre que ese dios es Dahak y esa religión está basada en la muerte y la destrucción. Cuando engañan a Gabrielle para matar a otra mujer, ella completa un oscuro ritual que conduce a su embarazo sobrenatural de la hija de Dahak.
El embarazo de Gabrielle progresa con una velocidad antinatural y da a luz en cuestión de días. Xena se da cuenta de quién es la niña e insiste en matarla tan pronto como nazca. Gabrielle, no obstante, es dominada por su instinto maternal y llama a la niña Hope (nombre traducido a Esperanza en España) porque es lo que cree que su hija representa. Después de dar a luz, Gabrielle hace creer a Xena que tiró a Hope por un acantilado, cuando en realidad había depositado a la niña en una cesta y la había dejado libre en un río. Esta mentira inicia lo que muchos fanes llaman La Ruptura (The Rift en inglés), un periodo crucial en la relación de Xena y Gabrielle donde un abismo emocional comienza a nacer entre ellas.

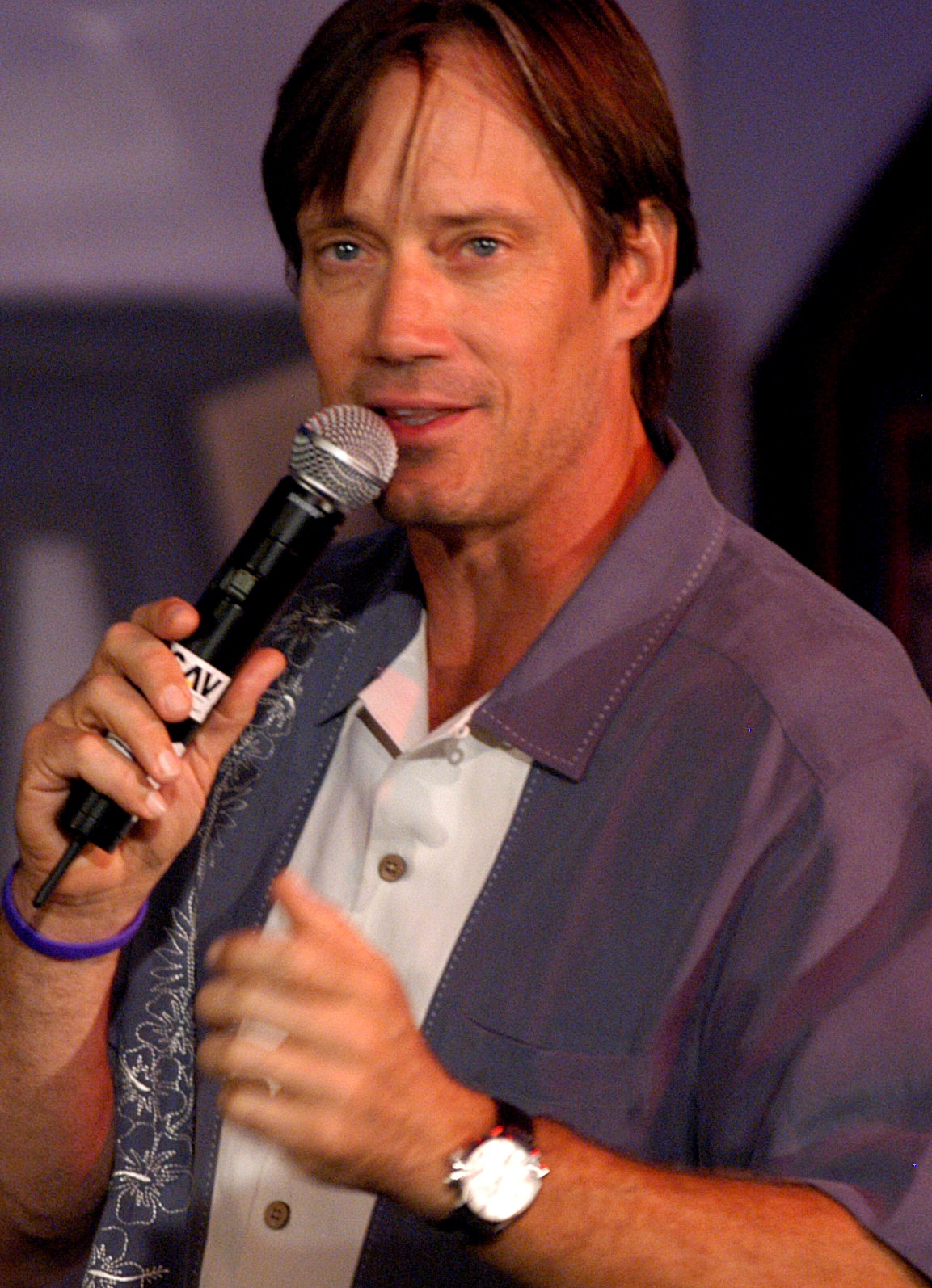
Kevin Sorbo, actor principal de Hercules: The Legendary Journeys, serie donde, finalmente, Dahak es derrotado.

Posteriormente, Xena y Gabrielle, vuelven a encontrarse con Hope, aunque debido a su naturaleza sobrehumana, ha crecido hasta convertirse en casi una adolescente. Las artimañas de Hope hacen que se vuelvan de nuevo la una en contra de la otra y Solan, el hijo de Xena, acaba siendo asesinado por Hope. Gabrielle, por fin, se da cuenta de las verdaderas intenciones de su hija y la envenena, pero el daño ya estaba hecho.
La Ruptura es superada en el episodio musical The Bitter Suite, protagonizado por varios personajes principales que cantan y bailan en Ilusia, un mundo surrealista. La historia de Dahak, sin embargo, continúa después del final de la tercera temporada y concluye en el tercer episodio de la cuarta temporada donde Hope conoce finalmente la muerte.
Aunque es en Xena: la princesa guerrera donde comienza la historia de Dahak, el conflicto solo se resuelve completamente en la serie madre, Hercules: The Legendary Journeys, donde los principales personajes de la misma derrotan a Dahak.

### El nacimiento de Eva y el Ocaso de los Dioses
Un argumento que se extiende por toda la quinta temporada trata sobre el embarazo de Xena, coincidiendo con el de Lucy Lawless, la actriz que interpreta al personaje. Después de que Xena y Gabrielle vuelvan de la muerte en el episodio de apertura de la quinta temporada Fallen Angel (El ángel caído en España y  Un ángel caído en Hispanoamérica), los episodios posteriores muestran que Xena quedó misteriosamente embarazada de un bebé sin padre. En el episodio Seeds of Faith (Semillas de fe en España y Una semilla de amor en Hispanoamérica) se revela que el embarazo es un regalo de la redimida Callisto quien elige a Xena como madre a la hora de reencarnarse.

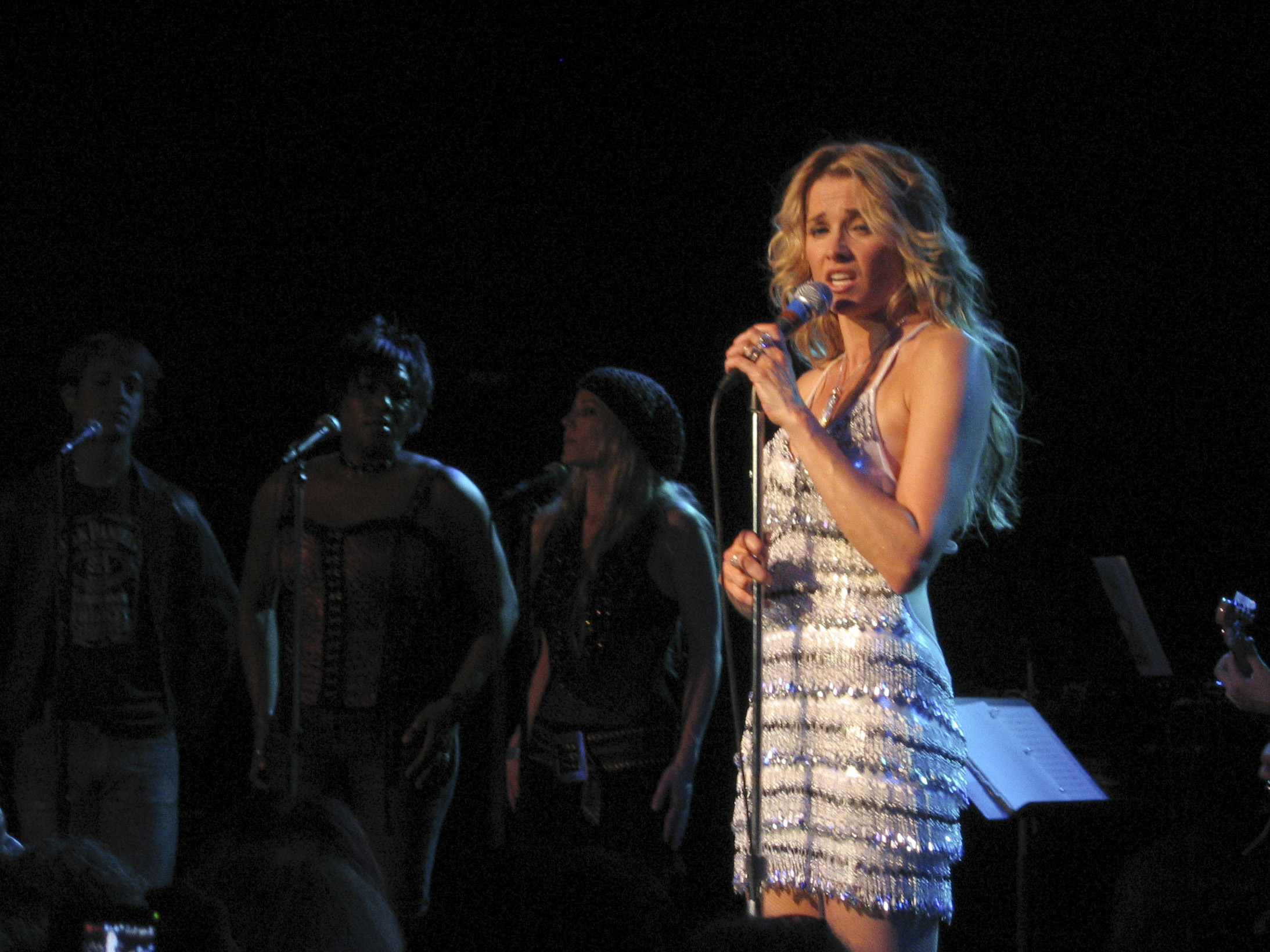
Lucy Lawless en un concierto en The Roxy en 2007. El embarazo de la actriz coincidió con el de su personaje, Xena.

Más tarde se decreta que el nacimiento de la hija de Xena anunciaría el fin de los Dioses Olímpicos. Los episodios posteriores muestran a varios miembros del panteón divino lanzando ataques preventivos contra Xena y, aunque todos fracasan, continúan incluso cuando la niña ha nacido. El episodio Looking Death in the Eye (Cara a cara con la Muerte en España y Mirando a la muerte a los ojos en Hispanoamérica) inicia un cambio significativo en la serie cuando Xena y Gabrielle fingen sus muertes y el marco temporal se sitúa 25 años después, cuando la hija de Xena, Eva, ha crecido y se ha convertido en una poderosa guerrera. Los últimos episodios de la temporada muestran a Xena y Gabrielle arreglándoselas después del salto en el tiempo, a Eva cambiando su mala conducta y la muerte de varios dioses importantes de la serie.

## Origen
Xena: la princesa guerrera es una serie derivada de Hercules: The Legendary Journeys. En realidad, la saga de Xena empezó con tres participaciones especiales del personaje en los episodios de Hercules: The Legendary Journeys titulados The Warrior Princess, The Gauntlet y Unchained Heart (traducidos respectivamente como La princesa guerrera, El desafío y Corazón liberado en España y como La princesa guerrera, El guante y Corazón encadenado en Hispanoamérica). En el primero de ellos, Xena es una asesina, pero en el tercero, ella se une a Hércules para derrotar a Darphus, quien había tomado su ejército. Conscientes de que el personaje de Xena había tenido mucho éxito entre el público, los productores de Hercules: The Legendary Journeys decidieron crear una serie exclusiva sobre ella, que cosechó más éxito que la que le dio origen.

## La Metanarrativa de Xena
En Xena: Warrior Princess, la metanarrativa se convierte en un recurso central que expande el universo de la serie más allá de los límites tradicionales, explorando cómo Xena, Gabrielle y Joxer trascienden el tiempo, conectándose con sus reencarnaciones, clonaciones y representaciones mediáticas. Este enfoque innovador combina elementos históricos, espirituales y contemporáneos, reforzando a Xena como un ícono cultural y espiritual.
La serie "Xena: Warrior Princess" se destaca por su meta narrativa que enriquece la historia y los personajes, posicionando a Xena como una figura histórica y un ícono contemporáneo. A través del concepto de tiempo circular, la narrativa sugiere que las acciones de Xena y Gabrielle en el pasado repercuten en el presente y el futuro, completando ciclos de aprendizaje y redención.
La serie presenta a Xena y Gabrielle no solo como heroínas de la antigüedad, sino también como figuras mediáticas en su propio universo, donde las aventuras de Xena son documentadas y reinterpretadas. Este enfoque añade autoconciencia a la narrativa, resaltando su impacto cultural.
Además, se exploran temas de identidad y trascendencia, destacando la desconexión entre cuerpo y espíritu, y la eternidad de los lazos espirituales entre los personajes. La meta narrativa amplifica el impacto cultural de la serie, mostrando cómo los mitos evolucionan y se adaptan a nuevas generaciones.

### 1. El Concepto del Tiempo Circular y el Impacto Cultural
La serie juega con la idea de que el tiempo no es lineal, sino circular, lo que permite que los eventos del pasado resuenen en el presente y el futuro. Este concepto se manifiesta a través de las siguientes dinámicas:
Tiempo Circular y Conexiones Espirituales:
Las acciones de Xena y Gabrielle en el pasado afectan directamente sus reencarnaciones y experiencias contemporáneas. Este ciclo de aprendizaje y redención es evidente en episodios como Deja Vu All Over Again (Temporada 4, Episodio 20) y Soul Possession (Temporada 6, Episodio 20), donde las encarnaciones modernas enfrentan desafíos similares a los de sus vidas pasadas.
Xena como Ícono Histórico y Mediático:
La existencia de la serie Xena: Warrior Princess dentro de su propio universo refuerza su estatus como un mito moderno. Los pergaminos de Gabrielle, descubiertos en el mundo contemporáneo, sirven como base para esta representación ficticia, creando un puente entre la antigüedad y el presente.

### 2. Reencarnaciones y Trascendencia Espiritual
Un tema recurrente en la serie es cómo las almas de Xena, Gabrielle y Joxer se manifiestan en nuevas épocas, manteniendo sus conexiones espirituales y enfrentando los retos de sus contextos modernos.

#### 2.1. Episodio 20, Temporada 4: "Deja Vu All Over Again"
Este episodio introduce el concepto de las reencarnaciones en el mundo contemporáneo, con revelaciones significativas sobre las identidades espirituales de los personajes.
Reencarnaciones y Roles:
Annie: Mujer con apariencia de Xena, pero reencarnación de Joxer.
Harry: Hombre con apariencia de Joxer, pero reencarnación de Xena.
La Terapeuta: Mujer con apariencia de Gabrielle, reencarnación de Gabrielle.
Desenlace:
Tras descubrir sus identidades, Harry y la terapeuta (Xena y Gabrielle) se reconocen como almas gemelas y se casan, mientras que Annie acepta su rol como Joxer y se aparta. Este episodio establece que las reencarnaciones no son copias, sino individuos únicos con legados espirituales.

#### 2.2. Episodio 20, Temporada 6: "Soul Possession"
En este episodio, se revela que las reencarnaciones de Xena y Gabrielle, Harry y la terapeuta, están casadas, y la existencia de reencarnaciones parece ser conocimiento público. Además, se introduce el contrato entre Xena y Ares, donde Xena ofreció su alma en una vida futura para salvar a Gabrielle.
El Conflicto del Contrato:
Ares intenta reclamar el contrato en el presente, intercambiando las almas de Harry y Annie, lo que deja a Xena en el cuerpo de Annie y a Joxer en el cuerpo de Harry. Durante la batalla, Xena (en el cuerpo de Annie) lucha contra Ares, quien destruye el contrato, anulando el contrato con Ares.

### 3. Clones y Memorias Reactivadas
En Send in the Clones (Temporada 6, Episodio 16), la metanarrativa alcanza un nuevo nivel al introducir la clonación.
Creación y Reactivación de Clones:
Alti, en su encarnación contemporánea como directora de la serie ficticia, utiliza tecnología para clonar a Xena y Gabrielle, reactivando sus conciencias originales mediante los episodios de la serie.
Batalla Final con Alti:
Los clones enfrentan a Alti en una confrontación que refleja los temas de redención y sacrificio de la serie. Aunque aparentemente mueren tras una explosión, se muestra a los clones compartiendo una copa de vino en un automóvil, insinuando su supervivencia.

### 4. Entrevistas y Percepciones Mediáticas
En You Are There (Temporada 6, Episodio 13), un equipo de televisión documenta las acciones de Xena, mezclando el mundo antiguo con el periodismo contemporáneo.
Investigación Mediática:
Este episodio presenta entrevistas donde se explora la relación entre Xena y Gabrielle, así como sus motivaciones. Las preguntas y especulaciones reflejan cómo las historias de Xena fascinan tanto en su tiempo como en el presente.
Impacto Cultural:
La narrativa muestra cómo los mitos y las leyendas pueden adaptarse a nuevos contextos, manteniendo su relevancia.

### 5. Implicaciones Narrativas y Culturales
La metanarrativa de Xena: Warrior Princess no solo añade profundidad a la trama, sino que también subraya temas universales como la identidad, la conexión espiritual y la trascendencia cultural.
Identidad y Espíritu:
La desconexión entre las apariencias físicas y las almas originales refuerza que la esencia de una persona trasciende su forma física.
Eterno Retorno y Trascendencia:
Las historias de Xena, Gabrielle y Joxer resuenan a lo largo del tiempo, evolucionando y adaptándose a diferentes generaciones y contextos culturales.
La metanarrativa de Xena: Warrior Princess transforma la serie en un puente entre la antigüedad y la modernidad, combinando elementos históricos, espirituales y mediáticos. A través de reencarnaciones, clones y representaciones ficticias dentro de su propio universo, la serie posiciona a Xena como un mito eterno que sigue inspirando y resonando en la imaginación colectiva, demostrando el poder transformador de las historias y los lazos espirituales.

## Producción

### Reparto

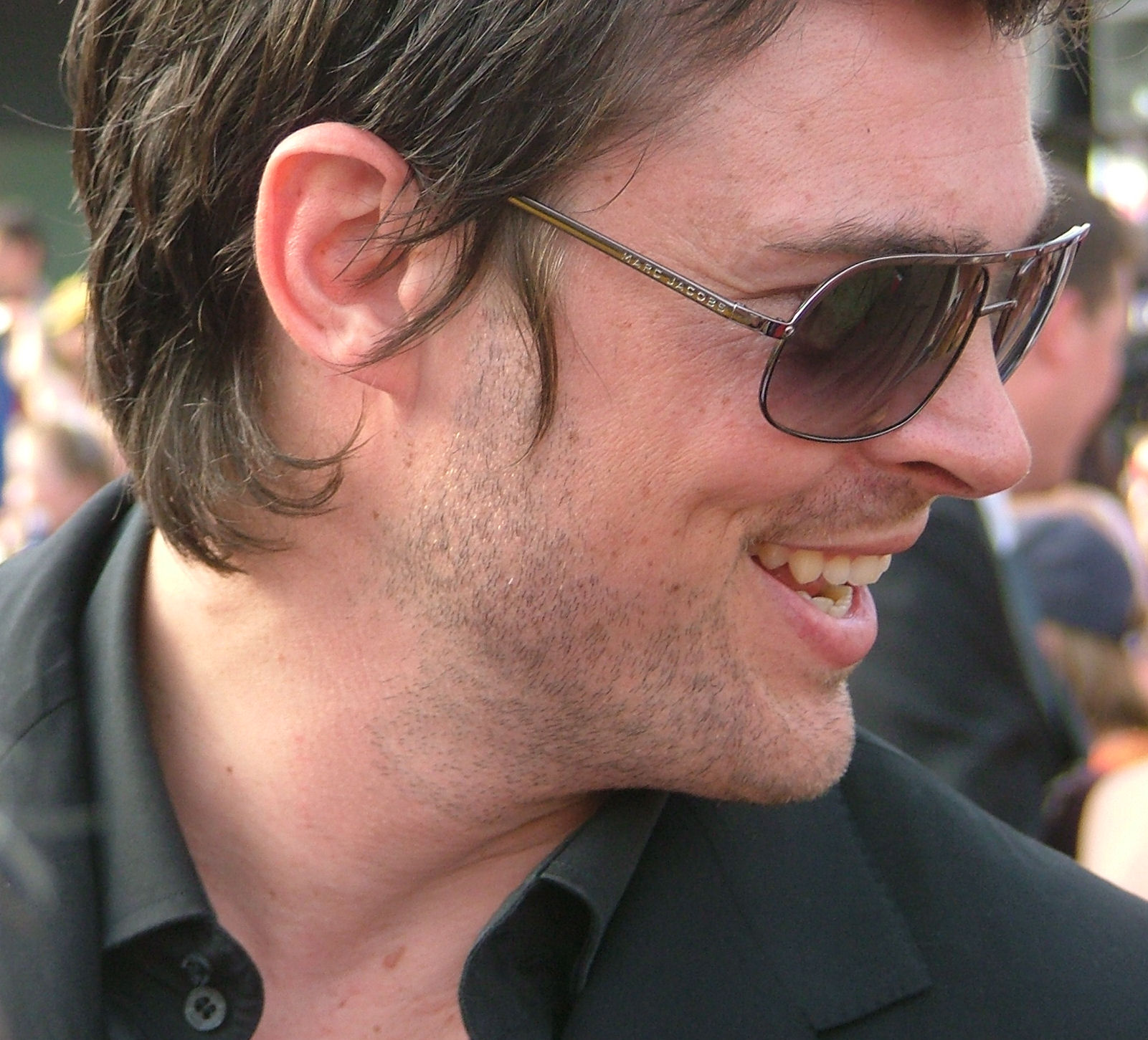
Julio César es interpretado en la serie Xena: la princesa guerrera por el actor neozelandés Karl Urban, quien apareció en un total de 12 episodios.

Para interpretar a Xena en Hercules: The Legendary Journeys, la candidata inicial fue la actriz británica Vanessa Angel. Sin embargo, a una semana del rodaje, la actriz se puso enferma y el papel lo obtuvo la neozelandesa Lucy Lawless. Por otro lado, para el papel de Gabrielle se pensó en principio en la actriz estadounidense Sunny Doench. No obstante, la actriz no quiso ir a Nueva Zelanda, país de rodaje de la serie, por lo que declinó la oferta. Fue finalmente la estadounidense Renée O'Connor quien se quedó con el papel.

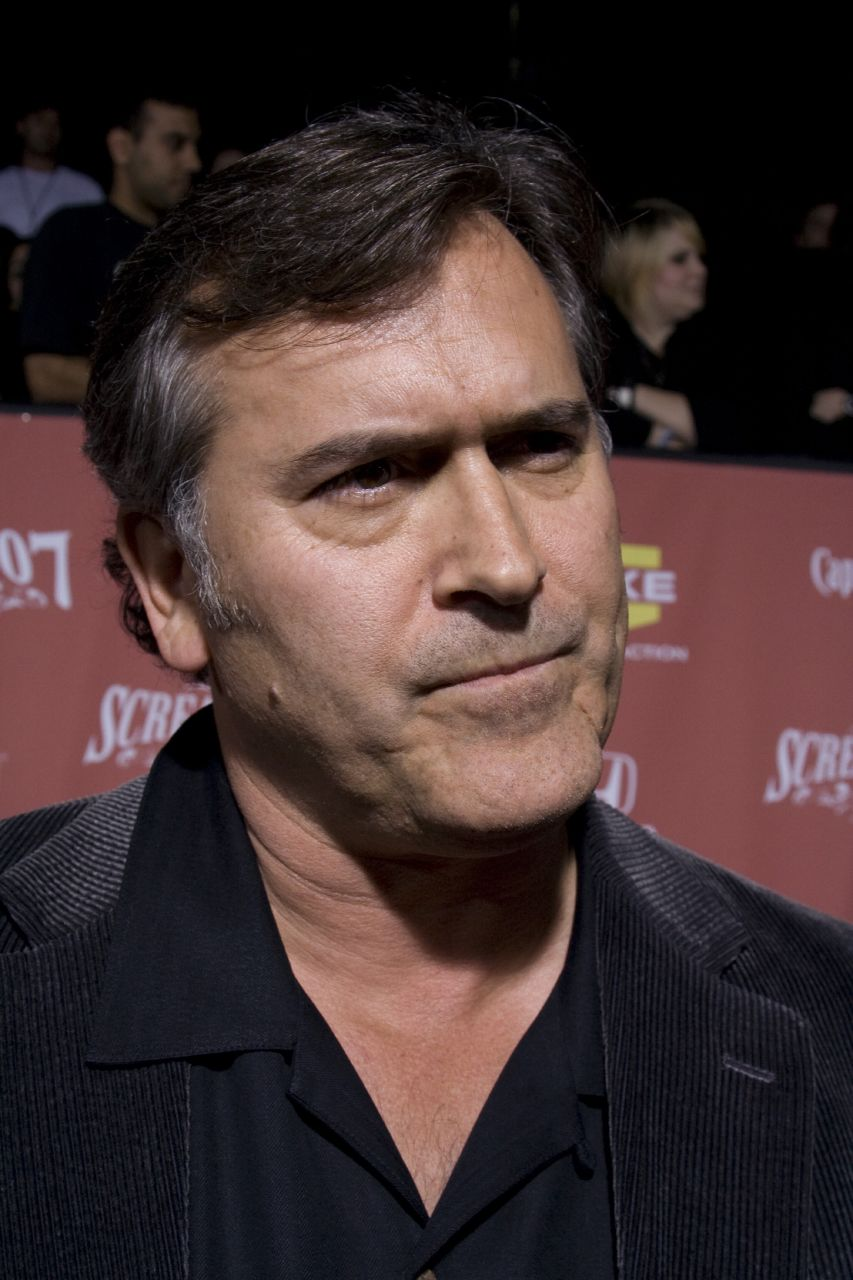
El actor y escritor estadounidense Bruce Campbell interpretaba a Autolycus, el supuesto Rey de los Ladrones, y apareció en ocho episodios.

Durante la serie aparecieron nuevos personajes, complementando cada vez más el reparto de la serie. Después de Lawless y O'Connor, es el actor Ted Raimi, quien interpreta a Joxer, el que tiene más apariciones en la serie: un total de 42. Lo siguen Kevin Smith con 31 apariciones, Hudson Leick y Karl Urban con 12 y Alexandra Tydings con 11. En cada temporada se añadieron nuevos nombres. En la primera y segunda comenzaron sus apariciones David Taylor, Scott Garrison, Alison Wall, Danielle Cormack, Melinda Clarke y Jodie Dorday; en la tercera temporada fueron introducidos Marton Csokas, Angela Dotchin, Jacqueline Kim y Daniel Sing; en la cuarta temporada, Claire Stansfield, David Franklin, Kathryn Morris, Timothy Omundson, Jennifer Sky y Meighan Desmond; y, por último, en la quinta y sexta Charles Mesure, Marie Matiko, Musetta Vander, Paris Jefferson, Adrienne Wilkinson, Tsianina Joelson y Brittney Powell. En los dos últimos episodios, la estrella oriental Michelle Ang participó interpretando a Akemi.

### Producción ejecutiva
Sam Raimi, ayudado por Robert Tapert y R. J. Stewart, se encargó de la parte ejecutiva de la serie. La parte coejecutiva corrió a cargo de Steven L. Sears, R. J. Stewart, Liz Friedman y Michael MacDonald.

### Dirección
Numerosos directores se hicieron cargo de los distintos episodios que conforman la serie. Garth Maxwell y Rick Jacobson fueron quienes más episodios dirigieron, doce cada uno. Además, varios actores, tanto de Xena: la princesa guerrera como de Hercules: The Legendary Journeys, participaron como directores de algunos capítulos. Tal es el caso de Michael Hurst, quien dirigió seis episodios, o de Renée O'Connor y Bruce Campbell, quienes dirigieron dos episodios cada uno.

### Localizaciones

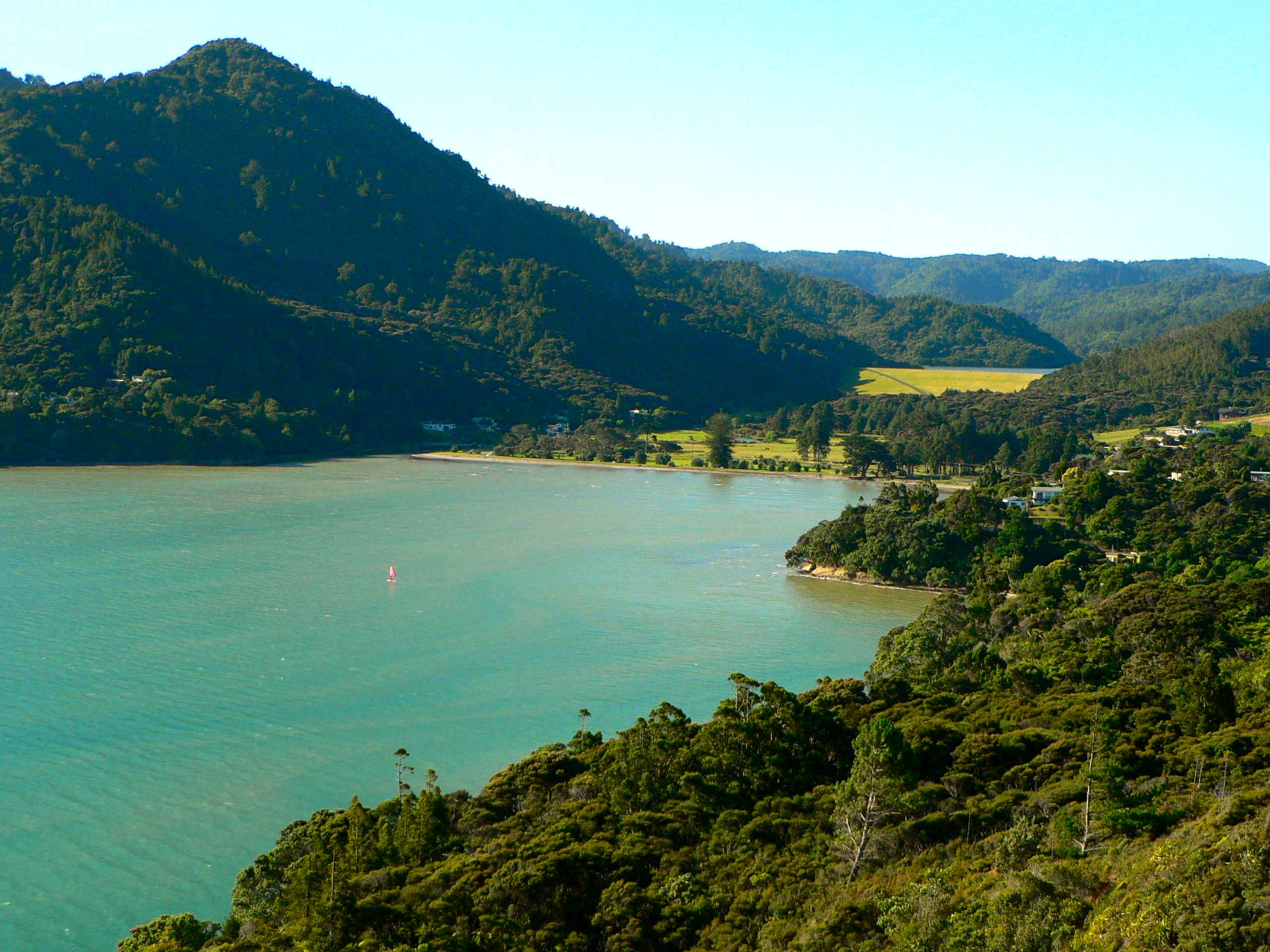
Huia, barrio residencial de las afueras de Auckland.

Xena: la princesa guerrera y Hercules: The Legendary Journeys fueron rodadas en Nueva Zelanda. Se desconocen muchos lugares de rodaje, pero se sabe que bastantes escenas se grabaron en sitios como el Waitakere Ranges Regional Park, parte de los parques regionales de Auckland, y que es citado a menudo en los créditos finales de los episodios. La mayoría de las localizaciones se encuentran en la costa oeste, y están a aproximadamente 48-64 km del centro de la ciudad de Auckland.

### Efectos especiales
A pesar de que Xena: la princesa guerrera se filmó en Nueva Zelanda, los efectos especiales eran hechos en Burbank, California (Estados Unidos) por la empresa Flat Earth Productions Inc. Los efectos especiales de la serie se consideran obsoletos hoy en día, pero fueron elogiados en su momento. Por ejemplo, fueron celebrados los efectos de los episodios Fallen Angel (El ángel caído en España y Un ángel caído en Hispanoamérica) y Girls Just Wanna Have Fun (Las chicas solo quieren divertirse en España y Las chicas se divierten en Hispanoamérica). De dicho episodio se citaron los esqueletos alados como uno de los efectos especiales para televisión más destacados.

### Tema musical
Composiciones dirigidas por Joseph LoDuca, escribió el tema musical y la música incidental, y coescribió la letra de las canciones en The Bitter Suite. El tema musical fue desarrollado de la canción tradicional búlgara popular "Kaval Sviri", cantada por el Coro Vocal Femenino de la Televisión del Estado de Bulgaria. El original "Kaval Sviri" se puede escuchar donde las carreras de Xena en la batalla en el episodio de Hércules "Unchained Heart".
La partitura musical de Xena: la princesa guerrera fue bien recibido por la crítica y recibió siete nominaciones al Emmy por LoDuca, que ganó el premio Emmy a la Mejor Composición Musical para una Serie (Subrayado dramático) para el episodio de la temporada 5 Fallen Angel en 2000. La mayor parte de la serie "la música se hizo disponible en seis álbumes de bandas sonoras. Dos de estos discos contienen las bandas sonoras de los episodios musicales "The Bitter Suite" (temporada 3) y "Lyre, Lyre, Hearts on Fire" (temporada 5).

## Inspiración y modelos
Xena: la princesa guerrera fue influida por muchos factores, culturas y épocas. Uno de los modelos más usados eran las películas de acción de Hong Kong. Los saltos acrobáticos, la exhalación de fuego y los sonidos de las armas en las batallas fueron algunas de las cosas que proceden de dichas películas. La escena del linchamiento de Xena en el episodio The Gauntlet, de la serie Hercules: The Legendary Journeys (traducido como El desafío en España y como El guante en Hispanoamérica) es casi idéntica a otra de la película La novia del cabello blanco. Lo mismo ocurre con la lucha sobre las escaleras de mano con Callisto en el episodio Callisto (Calisto en España y Callisto en Hispanoamérica), muy parecida a otra de la película Érase una vez en China
 y la lucha contra Draco sobre las cabezas de aldeanos durante el episodio Sins of the Past (Pecados del pasado en España e Hispanoamérica), idéntica a una escena de la película Fong Sai Yuk. También cabe mencionar la escena del boca a boca bajo el agua perteneciente al episodio The Debt: Part 1 (La deuda 1 en español), influenciada por otra de la película A Chinese Ghost Story (Una historia china de fantasmas en España e Historias chinas de fantasmas en Argentina).

## Doblaje al español
| Personaje           | Actor original (Estados Unidos) | Actor de doblaje (Hispanoamérica)                                                        | Actor de doblaje (España)                                                                                             |
| ------------------- | ------------------------------- | ---------------------------------------------------------------------------------------- | --- |
| Xena                | Lucy Lawless                    | Ilia Gil                                                                                 | María Jesús Nieto |
| Gabrielle           | Renée O'Connor                  | Laura Torres                                                                             | Gloria Núñez |
| Joxer               | Ted Raimi                       | Carlos Íñigo                                                                             | Ángel Egido, Juan José López Lespe (4.ª temporada), Eduardo Bosch (5.ª-6.ª temporada)                                 |
| Salmoneus           | Robert Trebor                   | Martín Soto                                                                              | Carlos Ysbert |
| Callisto            | Hudson Leick                    | Maru Guerrero (un capítulo), Carolina Vásquez (resto de capítulos)                       | Carolina Montijano |
| Autolycus           | Bruce Campbell                  | Martín Soto                                                                              | José Luis Gil |
| Ephiny              | Danielle Cormack                | Dulce Guerrero                                                                           | Pilar Santigosa (1.ª temporada), María Antonia Rodríguez (sustitución)                                                |
| Afrodita            | Alexandra Tydings               | Maru Guerrero                                                                            | Pepa Castro, Gemma Martín (sustitución)                                                                               |
| Iolus               | Michael Hurst                   | Alfonso Obregón                                                                          | Gabriel Jiménez |
| Ares                | Kevin Smith                     | Francisco Zambrano (hasta la cuarta temporada), Mario Sauret (temporadas quinta y sexta) | Carlos Kaniowsky |
| Narrador            |                                 | Alejandro Mayen                                                                          | Abilio Fernández |
| Director de doblaje | —                               | Francisco Zambrano, Gerardo Vázquez                                                      | Juan José López Lespe (1.ª-4.ª temporada), Roberto Cuenca Martínez (5.ª temporada), Eduardo Gutiérrez (6.ª temporada) |

## Premios
La serie ha recibido a lo largo de los años los siguientes premios:
| Año                                         | Premios                                                                                | Ganador | Resultado |
| Premios Emmy:                               |                                                                                        | |           |
| 1997                                        | Mejor composición musical en una serie (estilo dramático)                              | Joseph LoDuca | Nominada  |
| 1998                                        | Mejor música y letra                                                                   | Joseph LoDuca y Dennis Spiegel                                                                                          | Nominada  |
| 1999                                        | Mejor composición musical en una serie (estilo dramático)                              | Joseph LoDuca | Nominada  |
| 2000                                        | Mejor composición musical en una serie (estilo dramático)                              | Joseph LoDuca | Ganadora  |
| 2001                                        | Mejor composición musical en una serie (estilo dramático)                              | Joseph LoDuca | Nominada  |
| 2002                                        | Mejor composición musical en una serie (estilo dramático)                              | Joseph LoDuca | Nominada  |
| ASCAP Film and Television Music Awards:     |                                                                                        | |           |
| 1997                                        | Mejor serie de televisión                                                              | Joseph LoDuca | Ganadora  |
| 1998                                        | Mejor serie de televisión                                                              | Joseph LoDuca | Ganadora  |
| 1999                                        | Mejor serie de televisión                                                              | Joseph LoDuca | Ganadora  |
| 2000                                        | Mejor serie de televisión                                                              | Joseph LoDuca | Ganadora  |
| 2000                                        | Mejor serie de televisión                                                              | Joseph LoDuca | Ganadora  |
| Premios Saturn:                             |                                                                                        | |           |
| 1997                                        | Mejor actriz de televisión                                                             | Lucy Lawless | Nominada  |
| 1998                                        | Mejor serie por cable o sindicada                                                      | | Nominada  |
| New Zealand Film and TV Awards:             |                                                                                        | |           |
| 1998                                        | Mejor contribución al diseño                                                           | Ngila Dickson | Ganadora  |
| Premios GLAAD a los medios de comunicación: |                                                                                        | |           |
| 1998                                        | Mejor episodio de televisión                                                           | Episodio Here She Comes...Miss Amphipolis (Aquí llega... Miss Amphipolis en España y Miss Amphipolis en Hispanoamérica) | Nominada  |
| Golden Reel Award :                         |                                                                                        | |           |
| 1998                                        | Mejor edición de sonido - Episodio de televisión - Diálogo & doblaje                   | | Nominada  |
| 1999                                        | Mejor edición de sonido - Episodio de televisión - Efectos de sonido & efectos de sala | | Nominada  |
| 1999                                        | Mejor edición de sonido - Episodio de televisión - Música                              | | Nominada  |
| 1999                                        | Mejor edición de sonido - Episodio de televisión - Diálogo & doblaje                   | | Nominada  |
| 2001                                        | Mejor edición de sonido - Episodio de televisión - Música                              | Philip Tallman | Nominada  |
| 2002                                        | Mejor edición de sonido en televisión - Música, episodio en imagen real                | Philip Tallman | Nominada  |

## Críticas

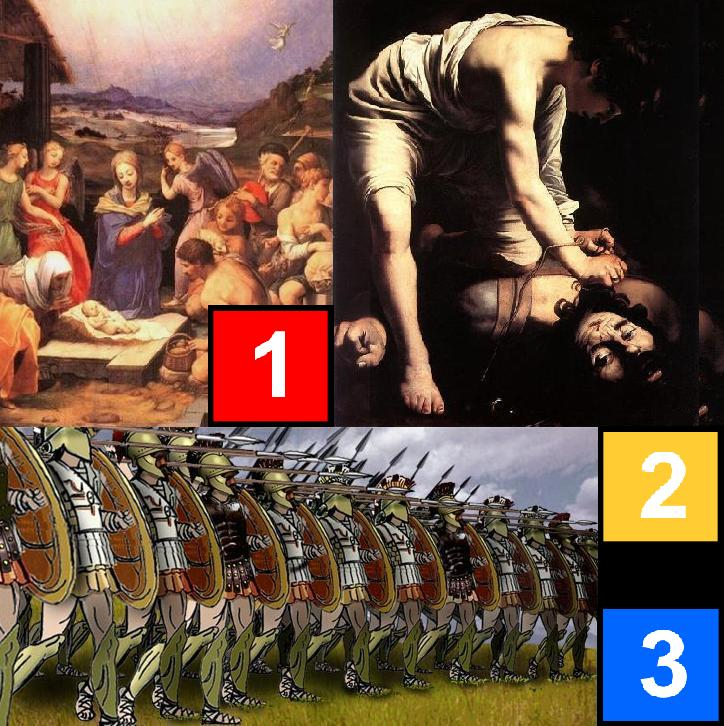
En Xena: la princesa guerrera se entremezclan diversos acontecimientos históricos, mitológicos y religiosos, en los que Xena y otros personajes de la serie juegan un papel central. En la imagen se pueden ver algunos ejemplos: la Natividad de Jesús (1), David venciendo a Goliat (2) y la batalla de Maratón (3).

Xena: la princesa guerrera es considerada una sencilla serie de televisión de aventuras cuyos ingredientes fundamentales son las dos protagonistas y su evolución psicológica, los atractivos exteriores neozelandeses y la música, compuesta por Joseph LoDuca. Hay quien incluso ha dicho que la serie es televisión inteligente que aparenta ser telebasura.
Aunque los personajes y las historias de la serie son anteriores a Cristo, los temas, emociones y relaciones de la serie están muy conectados con el mundo actual. Además, la serie hace una particular interpretación del mundo antiguo. Por ejemplo, representa a la diosa del amor y la belleza, Afrodita, como una niña tonta y mimada.
Una de las críticas que más se ha hecho a la serie es la inverosimilitud de las escenas de combate, pues en ellas los personajes dan volteretas imposibles, caminan por las paredes e incluso mueven objetos con la mente. Dichas escenas están inspiradas en las películas de acción hongkonesas. También se critica a la serie porque muy a menudo mezcla conscientemente épocas, hechos y personajes históricos. De este modo, es posible ver en ella tanto a dioses griegos como a personajes bíblicos, romanos, escandinavos, árabes y orientales; así como hechos tan distantes en el tiempo como el enfrentamiento entre David y Goliat, el nacimiento de Jesús, o la batalla de Maratón. Por último, otro defecto general de la serie son sus múltiples incoherencias argumentales.
La primera temporada de la serie fue abordada sin muchas pretensiones, ya que los productores no apostaban mucho por ella. Los efectos especiales eran, así mismo, bastante modestos. Durante esta temporada abundaron las tramas basadas en mitos griegos y se puso interés en definir la personalidad de las dos protagonistas. En la segunda temporada se mejoraron los efectos especiales, se consolidó la relación entre Xena y Gabrielle y se acrecentó la solidez de las historias. Como nota negativa de la tercera temporada, es preciso señalar que se dio preferencia a la funcionalidad de ciertos episodios en detrimento de las historias y de la esencia de los personajes.
No obstante, en la cuarta temporada, el nivel de la serie volvió al de los dos primeros años en cuanto a calidad. En dicha temporada se pudo apreciar una transformación en la estructura de las historias y el tratamiento de los personajes. Se acentuó la dimensión espiritual de la serie y los mitos griegos perdieron relevancia en las tramas. La quinta temporada supuso un bajón en la calidad de la serie. A ello contribuyó el embarazo de la actriz principal, Lucy Lawless, que obligó a los productores a introducir un precipitado giro argumental. La quinta temporada también supone el inicio de las referencias al cristianismo en la serie. Por último, en la sexta temporada, el nivel de la serie volvió a subir: se mejoraron los efectos especiales y las historias, que eran acompañados por la música de Joseph Lo Duca.

## Influencia
Xena: la princesa guerrera ha sido alabada por mucha gente, incluyendo a Joss Whedon, creador de la serie Buffy the Vampire Slayer (título traducido en España a Buffy Cazavampiros y en Hispanoamérica a Buffy, la cazavampiros), por abrir el camino a una nueva generación de heroínas de acción como Buffy, Max de Dark Angel, Sydney Bristow de Alias y La Novia de Kill Bill, película de Quentin Tarantino, quien es un gran fan de Xena.
"Xena" se ha convertido en sinónimo de "mujer dura y luchadora" y es muy mencionada en artículos de revistas y en críticas cinematográficas. Por ejemplo, el personaje de Ginebra en la película de 2004 El rey Arturo: La verdadera historia que inspiró la leyenda fue comparado con Xena en varias críticas. También, en 2005, una crítica del Chicago Daily Herald sobre una representación de Enrique IV de Shakespeare, en la que la mayoría de los papeles masculinos eran interpretados por mujeres, fue titulada "Shakespeare conoce a Xena". Los críticos se han fijado en que el público de hoy en día puede aceptar fácilmente la feminización de las luchas de poder y de las escenas de batalla de las obras a causa de "la familiaridad de las mujeres luchadoras como Xena". Por otra parte, después del estreno de El Señor de los Anillos: la Comunidad del Anillo, de Peter Jackson, muchos fanes de Tolkien mostraron su desacuerdo con respecto al ampliado papel guerrero que Jackson dio a Arwen, un personaje secundario en los libros, llamando a su versión cinematográfica "XenArwen".

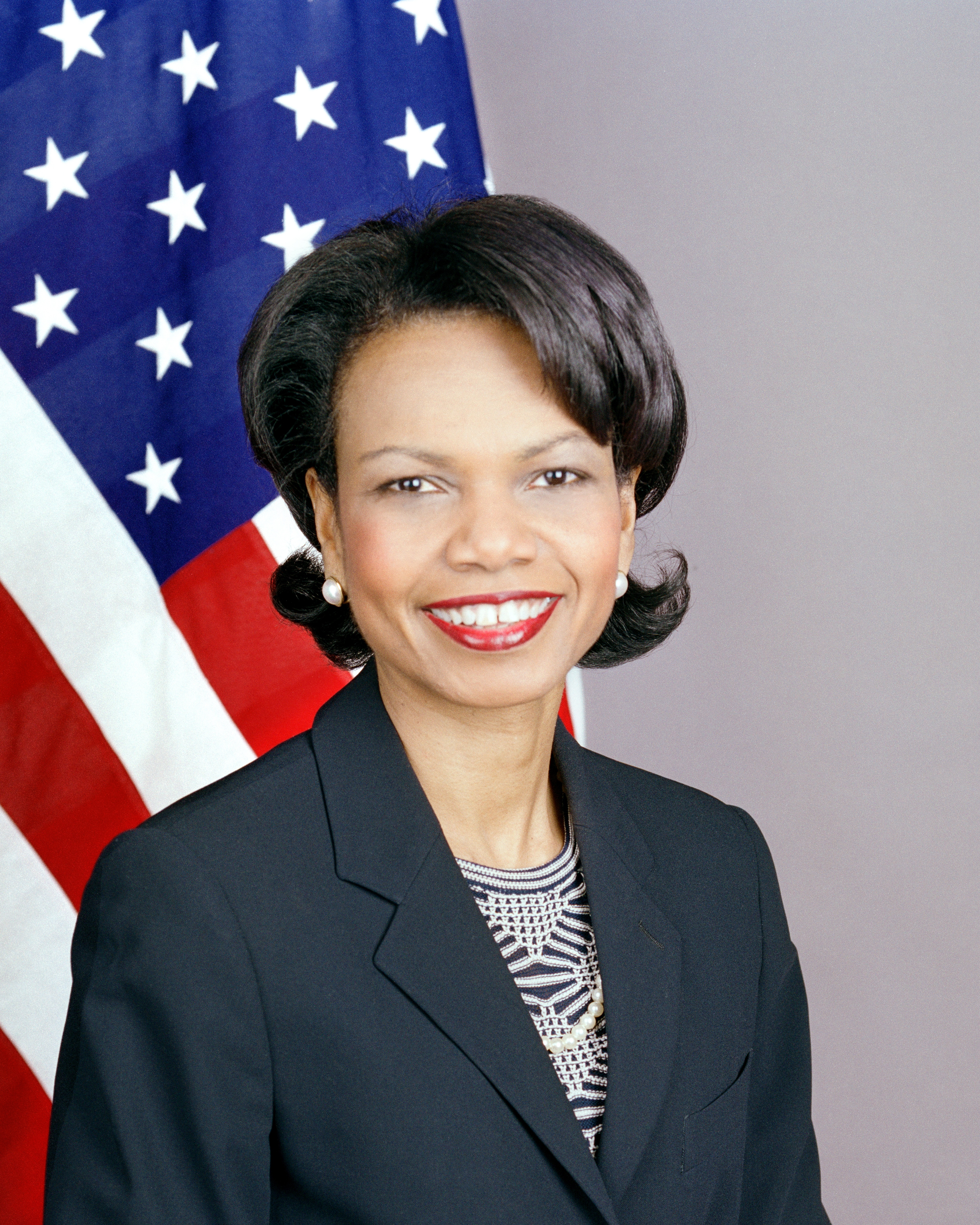
Condoleezza Rice, apodada «Princesa Guerrera».

La antigua secretaria de Estado estadounidense, Condoleezza Rice ha sido apodada «Princesa Guerrera» por sus empleados. Rachel, personaje adolescente de la serie de libros de ciencia ficción Animorphs también fue apodada «Xena, la princesa guerrera» debido a su valentía temeraria y su postura de no tomar prisioneros.
Xena: la princesa guerrera ha sido calificada como un fenómeno de la cultura pop y un icono del feminismo. La influencia del personaje ha despertado el interés académico. Un ejemplo es el ensayo de Kim Tolley Xena, Warrior Princess, or Judith, Sexual Warrior? The Search for a Liberating Image of Women's Power in Popular Culture. El tema ha sido situado en un contexto histórico y cultural más amplio en el ensayo de Sherrie A. Inness Tough Girls: Women Warriors and Wonder Women in Popular Culture. La serie y sus personajes han sido el foco de numerosos artículos en el Journal of Popular Culture.
La serie de televisión, que se vale de referencias a la cultura pop como recurso humorístico, se ha convertido ella misma en una frecuente referencia pop en videojuegos, cómics y programas de televisión y ha sido muchas veces parodiada. Incluso Lucy Lawless ha participado en varios sketches que parodiaban la serie prestando su voz, además, a parodias en series animadas de televisión como Los Simpson.
Xena disfruta de un particular estatus dentro de la comunidad lésbica. Algunas de las aficionadas lesbianas a la serie ven a Xena y Gabrielle como una pareja y las han adoptado como modelo de roles e iconos lésbicos. Un grupo llamado "The Marching Xenas" (nombre que se podría traducir como "Xenas en marcha") ha participado en muchos desfiles del orgullo gay.

### Astronomía

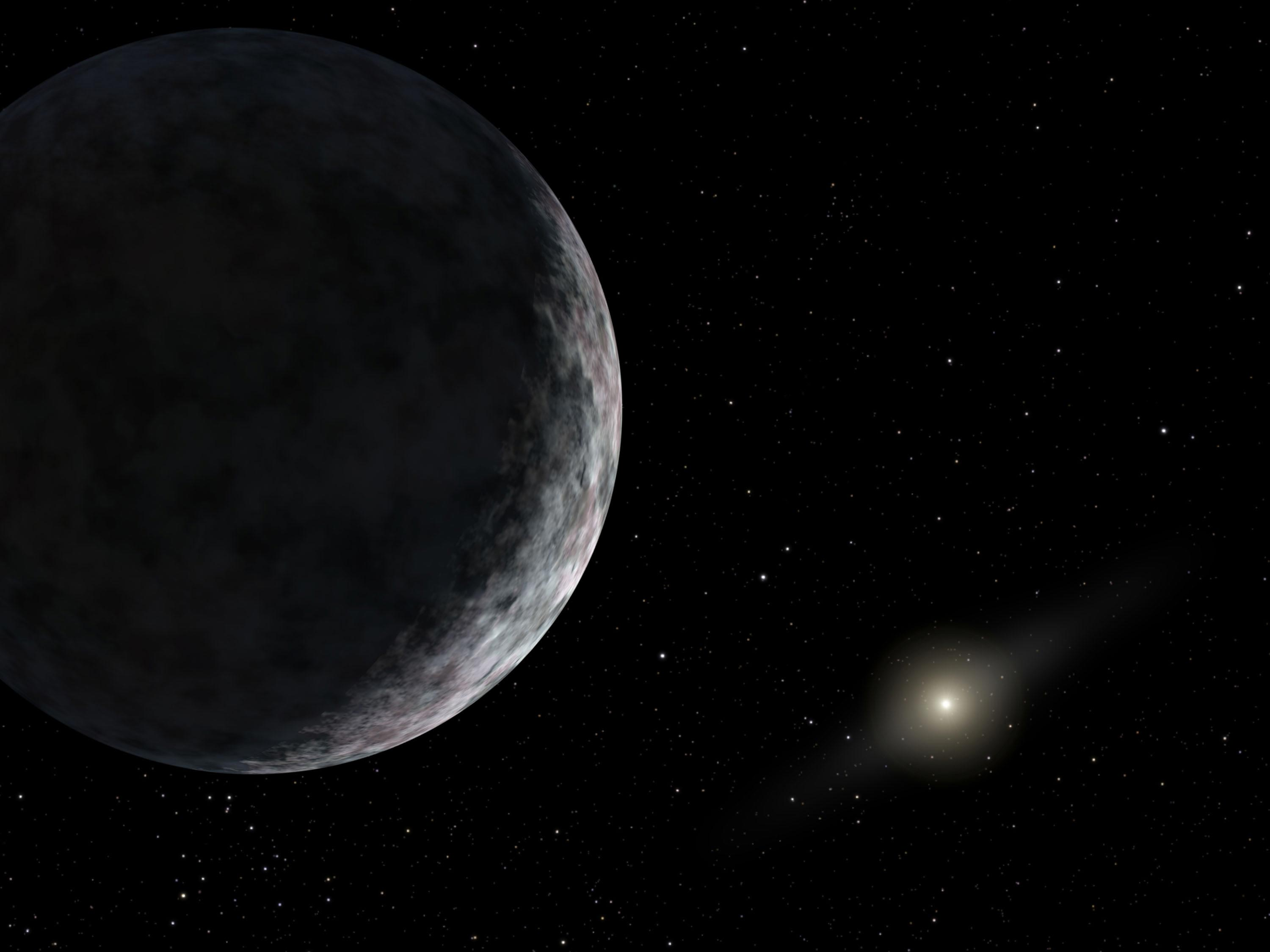
Representación artística de una vista hacia el Sol desde las cercanías de Eris.

En 2005, el equipo que descubrió el planeta enano 2003 UB313 lo apodó "Xena", en honor de la protagonista de Xena: la princesa guerrera. El 1 de octubre de 2005, el equipo anunció que 2003 UB313 tenía un satélite al que apodaron "Gabrielle", nombre de la compañera de aventuras de Xena. Ambos cuerpos celestes fueron llamados Eris (el planeta enano) y Disnomia (su satélite) por la Unión Astronómica Internacional, el 13 de septiembre de 2006. Aunque los nombres oficiales proceden de la mitología griega, sigue habiendo un guiño a la serie pues Disnomia, nombre del satélite, era la divinidad de la Anarquía y el apellido la actriz que daba vida a Xena, Lucy Lawless, significa en inglés 'sin ley, en estado de anarquía»'.

### Subtexto
Un tema que ha suscitado mucho interés y debate entre los seguidores de la serie es la cuestión de si Xena y Gabrielle son amantes. Cuando los productores Robert Tapert y R. J. Stewart idearon los personajes, tenían en mente que mantuvieran una relación amistosa. Sin embargo, a las pocas semanas del inicio de la serie comenzaron los rumores de si a las protagonistas las unía algo más que amistad. Eso sorprendió a los guionistas de la serie, quienes supieron mantener la ambigüedad de la relación que mantenían. Las bromas, insinuaciones y otros sutiles indicios de una relación amorosa entre Xena y Gabrielle son conocidas como "subtexto" por los fanes. La cuestión de la verdadera naturaleza de esta relación causó ardientes debates entre los fanes, que se volvieron especialmente apasionados debido a la influencia de los debates sobre los homosexuales y sus derechos.
La naturaleza sexual de la relación entre Xena y Gabrielle fue comentada en una entrevista concedida por Lucy Lawless a la revista Lesbian News en 2003. Lawless declaró que después del final de la serie, cuando Gabrielle reanima a Xena dándole agua con la boca como si de un beso se tratara, había llegado a creer que la relación entre Xena y Gabrielle era «rotundamente homosexual [...] Siempre hubo dudas acerca de si 'bueno, podría serlo o no', pero cuando se rodó aquel goteo de agua entre sus labios en la última escena, lo tuve claro. No se trataba solo de que Xena fuera bisexual o que en cierto modo le gustase su amiga y bromease con ella, sino que entonces pensé 'no hombre, ellas están casadas'». Por otro lado, en las entrevistas y comentarios de las colecciones de DVD puestas a la venta entre 2003 y 2005, los actores, guionistas y productores continuaron subrayando la ambigüedad de la relación y considerando al dios Ares, al menos, como un potencial interés amoroso para Xena.

### Fanfictions
Los seguidores de Xena han escrito numerosos fanfictions sobre la serie. Para hacerse una idea, en enero de 1998, había un total de 1598 fanfics circulando por la red. Los fanes han popularizado el término altfic para referirse al fanfiction sobre relaciones amorosas entre mujeres. Muchos de ellos consideran que el término slash se refiere solo a relaciones entre hombres y no describe verdaderamente a los fanfiction románticos sobre Xena y Gabrielle, por lo que prefieren la expresión altfic. En honor al personaje de Gabrielle, los escritores de fanfictions sobre la serie fueron apodados bardos.
Un tipo especial de fanfiction sobre la serie son los "Uber", o "Uberfic", término acuñado en 1997 por Kym Taborn, de la página web de fanes Whoosh.org. Los Uberfic de "Xena: la princesa guerrera" son historias en las que Xena, Gabrielle, y otros personajes aparecen en diferentes culturas y épocas, desde la prehistoria hasta el futuro lejano, a través de la reencarnación o de medios sobrenaturales. Las historias como estas comenzaron inspirándose en el episodio ambientado en Macedonia, The Xena Scrolls (Los pergaminos de Xena tanto en España como en Hispanoamérica), protagonizado por descendientes de Xena, Gabrielle y Joxer que viven en los años 40. En episodios posteriores de la serie también aparecieron diferentes reencarnaciones de Xena, Gabrielle y Joxer en la India y en Estados Unidos. 
Una vez finalizada la serie, varias temporadas virtuales fueron creadas por fanes y lanzadas en Internet, continuando la trama a partir del final de la serie (por lo que había que recurrir a una resurrección de Xena). Entre ellas se incluyen las Temporadas Virtuales Subtexto de Xena: la princesa guerrera (en las que Xena y Gabrielle se muestran abiertamente como una pareja y tienen una boda amazona) y las Temporadas Shipper de Xena: la princesa guerrera (que desarrollan la relación de Xena con Ares).
Además, el fanfic ha inspirado trabajos artísticos publicados en varias páginas web de fanes, ya sean dibujos y pinturas o diseños por ordenador.

### Audiencia original
La siguiente tabla muestra la media de las audiencias de los episodios de cada temporada en su día de estreno en Estados Unidos. Así mismo, aparece la audiencia del episodio o los episodios más vistos de cada temporada.
Las audiencias está expresadas en millones de espectadores 
| Temporada | Temporada | Audiencia media | Episodio/s más visto/s | Audiencia del episodio o episodios más vistos | Canal      |
| --------- | --------- | --------------- | --- | --------------------------------------------- | ---------- |
| 1         | 1995-1996 | 5,2             | Beware Greeks Bearing Gifts (Cuidado con los griegos que dejan regalos en España y No aceptes ningún caballo en Hispanoamérica)                              | 6,1                                           | Redifusión |
| 2         | 1996–1997 | 6,1             | A Necessary Evil (Un mal necesario tanto en España como en Hispanoamérica)                                                                                   | 7,8                                           | Redifusión |
| 3         | 1997–1998 | 5,7             | Warrior... Priestess... Tramp (Guerrera... sacerdotisa... buscona en España y Guerrera... sacerdotisa...Meg en Hispanoamérica)                               | 6,6                                           | Redifusión |
| 4         | 1998–1999 | 4,2             | Locked Up and Tied Down (Encadenada y atada en España y Presa y Atrapada en Hispanoamérica)                                                                  | 4,9                                           | Redifusión |
| 5         | 1999–2000 | 3,6             | Fallen Angel (El ángel caído en España y Un ángel caído en Hispanoamérica) Seeds of Faith (Semillas de fe en España y Una semilla de amor en Hispanoamérica) | 4,1                                           | Redifusión |
| 6         | 2000–2001 | 3,3             | Legacy (Legado en España y Legalidad en Hispanoamérica) | 3,9                                           | Redifusión |

## Mercadotecnia
Se han comercializado numerosos productos sobre la serie Xena: la princesa guerrera, tales como episodios en DVD, una película, libros, cómics o videojuegos.

### DVD
Anchor Bay Entertainment lanzó las seis temporadas de la serie, además de la Colección Décimo Aniversario, en DVD. Fue en Estados Unidos y Canadá donde antes se publicaron y posteriormente se sucedieron otros países como Reino Unido o Australia. El 27 de agosto de 2009, Universal puso a la venta en España la primera temporada de la serie.

### Películas
En agosto de 1997, fue lanzada en vídeo Hércules & Xena: la batalla del Olimpo, una película de animación que cuenta con las voces de varios de los actores de Hercules: The Legendary Journeys y Xena: la princesa guerrera. La película narra el secuestro de la madre de Hércules por parte de Zeus y la liberación de los titanes. Xena y Gabrielle tienen papeles secundarios en la película y, en un momento dado, Xena incluso se pone a cantar.
Desde el final de la serie han circulado rumores acerca de un largometraje sobre la misma en producción. En 2003, la guionista Katherine Fugate fue preguntada por el proyecto y dijo que esperaba que el comienzo de la producción tuviera lugar en tres o cinco años, lo que hubiese supuesto un estreno en 2008 o 2009 que finalmente no tuvo lugar. La actriz Lucy Lawless ha dicho también en varias entrevistas que estaría interesada en participar en una película sobre Xena.

### Libros
Se han lanzado varios libros sobre la serie como, por ejemplo, Xena Warrior Princess: Complete Illustrated Companion y se han publicado varias novelizaciones de la mano de autores como Martin H. Greenberg.
En 1998 se editó un libro titulado XENA: All I Need to Know I Learned From the Warrior Princess cuyo autor, Josepha Sherman, finge ser el traductor del original, escrito por Gabrielle, la Barda de Potidaia. Expone el punto de vista de Gabrielle acerca de muchas de las aventuras en las que ella y Xena se han embarcado y también incluye ocho páginas de fotos sobre la serie en blanco y negro. En el libro, Gabrielle habla sobre diversos temas transmitiendo su propia visión del mundo. Por ejemplo, en uno de los capítulos, "Anything can be a weapon- Anything!" enseña al lector a luchar sin recurrir a las armas tradicionales como la espada o el cayado y, en otro capítulo, "Nobody likes a winer", se lamenta de los peligros del alcohol.
También fue publicada The Official Guide to the Xenaverse, de Robert Weisbrot, que incluye fotografías a color y en blanco y negro, una completa y detallada guía de los episodios de la primera y la segunda temporada, una mirada detrás de las escenas, la historia del origen de Xena: la princesa guerrera, biografías de los actores y el equipo y curiosidades sobre la serie.
También hay libros de ficción como The Empty Throne, The Huntress and The Sphinx, The Thief Of Hermes y Prophecy of Darkness. Una monografía especulativa sobre la serie, obra de Wim Tigges, se titula "Her Courage Will Change the World": An Appraisal of Xena: Warrior Princess y ha sido publicada por él mismo a través de Lulu.com.

### Cómics
Ha habido varias adaptaciones de la serie al cómic. Las primeras fueron publicadas por Dark Horse Comics y escritas por Ian Edginton y John Wagner. Posteriormente, la licencia pasó a Dynamite Entertainment.

### Videojuegos

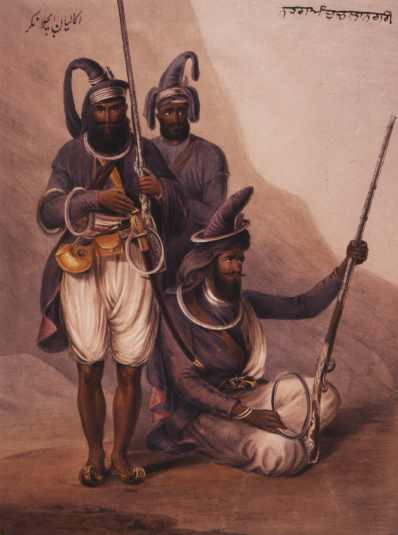
Sijs con chakrams, grabado "Nihang Abchal Nagar" (Nihangs de Hazur Sahib), 1844. Las armas circulares que llevan los hombres del grabado son chakrams. Esta es una de las armas más representativas de Xena, y en el juego Xena: Warrior Princess, para PSone, el jugador puede manejarla en primera persona.

- Electronic Arts publicó Xena: Warrior Princess para PSone en 1999.[140] Se trata de un juego en tercera persona, basado en las armas, los saltos y las patadas por medio de primitivos entornos en tres dimensiones. Xena puede encontrar nuevos poderes y facultades, además de usar su característico chakram. Cuando lo lanza, se convierte en un arma en primera persona que se dirige hacia sus enemigos.
- Saffire publicó Xena: Warrior Princess: The Talisman of Fate para la videoconsola Nintendo 64 en el año 1999.[141] El juego se centra en las armas y en la lucha de hasta cuatro jugadores al estilo de la saga de juegos Soulcalibur. Para jugar se puede elegir entre algunos personajes de la serie como Xena, Gabrielle, Joxer o Callisto.
- Xena: Warrior Princess para Game Boy Color fue desarrollado y lanzado por Titus Software en el año 2001.[142]

- Xena: Warrior Princess: Death In Chains fue un videojuego para PC adaptado y expandido a partir de un episodio del mismo nombre (traducido como La muerte prisionera en España y como Muerte en peligro en Hispanoamérica).[143] Sin embargo, ninguno de los actores originales dio su voz para el videojuego.
- Xena: Warrior Princess: Girls Just Wanna Have Fun fue otro videojuego para PC, de nuevo adaptado y expandido a partir del episodio homónimo (traducido como Las chicas solo quieren divertirse en España y como Las chicas se divierten en Hispanoamérica) y sin las voces de los actores originales.[143]
- Xena: la princesa guerrera para PlayStation 2, solamente lanzado en Europa.[144]

## Convenciones y donaciones

### Convenciones
Cada año se realizan convenciones de Xena: la princesa guerrera, conocidas como XenaCon, pero originalmente llamadas Chariots of War. Las convenciones se celebran en California, en las ciudades de Burbank y Pasadena, aunque en 2008 se celebró en Londres. En ellas participan el reparto y equipo de la serie.

### Altruismo
Lucy Lawless colabora activamente con la StarShip Foundation, la rama solidaria de la Starship Children's Health, en Auckland. Por su parte, Renée O'Connor apoya la Alissa Ann Ruch Burn Foundation, en California. En las convenciones anuales de Xena: la princesa guerrera, ambas realizan conciertos benéficos y se vende ropa usada por los actores en la serie.

### Donación de vestuario
En el año 2006, Lucy Lawless donó su vestuario personal al Museo Nacional de Historia Americana. En una entrevista ese mismo año con la revista Smithsonian le hicieron la pregunta «¿Era cómodo el conjunto de la Princesa Guerrera?» a la que ella respondió:

Me presionaba las costillas flotantes, que son tan importantes para respirar, así que me sentía como si tuviera ataques de pánico. Pero después de un tiempo se convirtió en una segunda piel. Era muy práctico una vez que superé la timidez. Admito que sentí un poco de vergüenza las dos primeras semanas porque nunca había llevado algo tan corto.
Lucy Lawless. Smithsonian, noviembre de 2006, página 44